# Rue du Villageois
 (août 2025).
Si vous disposez d'ouvrages ou d'articles de référence ou si vous connaissez des sites web de qualité traitant du thème abordé ici, merci de compléter l'article en donnant les références utiles à sa vérifiabilité et en les liant à la section « Notes et références ».
 (août 2025).
Motif : Rue sans notoriété évidente. Sources secondaires semblent absentes.
- Archive Wikiwix
- Bing
- Cairn
- DuckDuckGo
- E. Universalis
- Gallica
- Google
- G. Books
- G. News
- G. Scholar
- Persée
- Qwant
- (zh) Baidu
- (ru) Yandex
- (wd) trouver des œuvres sur Wikidata

| 1. | Préciser le motif de la pose du bandeau. | Précisez le motif de la pose du bandeau en utilisant la syntaxe suivante : {{admissibilité à vérifier\|date=août 2025\|motif=remplacez ce texte par le motif}}                         |
| 2. | Informer les utilisateurs concernés.     | Pensez à avertir le créateur de l'article, par exemple, en insérant le code ci-dessous sur sa page de discussion : {{subst:avertissement admissibilité à vérifier\|Rue du Villageois}} |

La rue du Villageois (en néerlandais Dorpelingenstraat) est une rue bruxelloise de la commune d'Auderghem qui monte en pente de la rue du Vieux Moulin à la chaussée de Tervueren. Elle a la forme d'un grand Z et est longue de 390 mètres.

## Historique et description
Ce chemin répertorié sous le n° 31 dans l’Atlas des Communications Vicinales (1843) n’a pas subi de modifications depuis lors, mis à part l’amputation de la montagne de Sable. On le nommait Heydestraet (rue de la Bruyère), comptant alors 6 maisons.
En 1908, la rue connut un brusque accroissement démographique. Le rachat par Charles Dietrich – propriétaire de Valduchesse – de la chapelle Sainte-Anne avec son chemin, provoqua un exode massif de la population expropriée vers cette rue.
Dès lors, comme en 1917 on devait supprimer les doublons de noms de rues, on décida de changer le nom de cette voie en rue du Villageois, le 1er janvier 1917. En néerlandais, on traduisit par le pluriel dorpelingen.
Vers 1968, des terrains ont été acquis dans la rue pour construire un complexe sportif couvert, baptisé d'après un politicien communal, l’échevin F. Willegems.

## Galerie

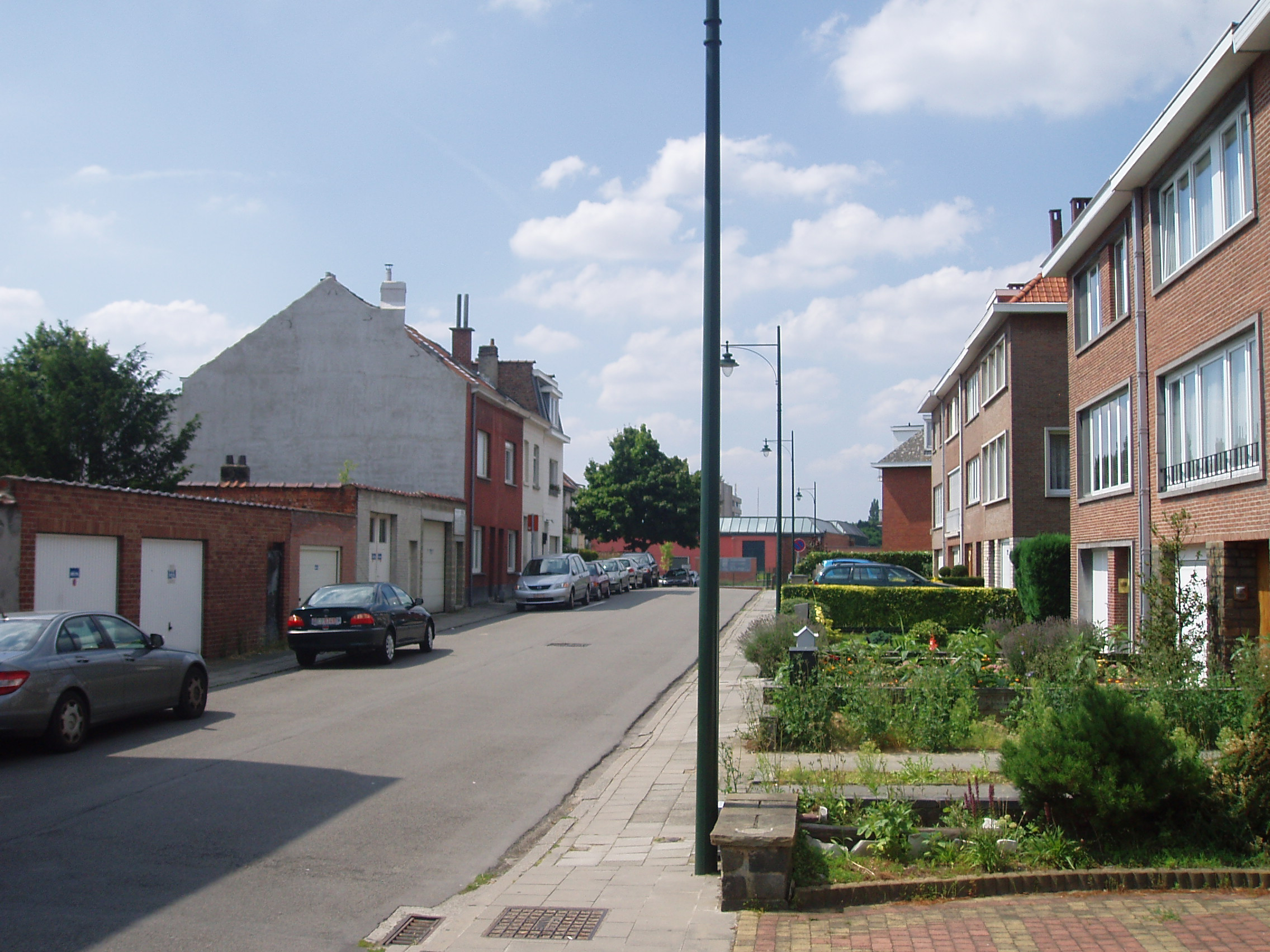
Le haut de la rue avec le centre sportif, au fond